# Större vimpeldrongo
Större vimpeldrongo (Dicrurus paradiseus) är en asiatisk fågel i familjen drongor med vid utbredning från Indien till Indonesien.

## Utseende
Större vimpeldrongo är en stor (32 cm) drongo, lätt igenkännbar med helsvart, grönblåglänsande  fjäderdräkt och kraftigt förlängda, vimpelformade yttre stjärtpennor. Notera dock att ungfågeln saknar vimplarna. Den är tydligt större än mindre vimpeldrongo, med större näbb, kluven stjärt, tydligare tofs och längre, böjda vimplar. Ceylondrongon, som tidigare behandlades som underart till större vimpeldrongon, skiljer sig på något mindre storlek, kortare och mer upprätt tofs i pannan (större vimpeldrongons är längre och krullar bakåt) och framför allt stjärtformen, där den istället för försedd med vimplar är lång och djupt kluven.

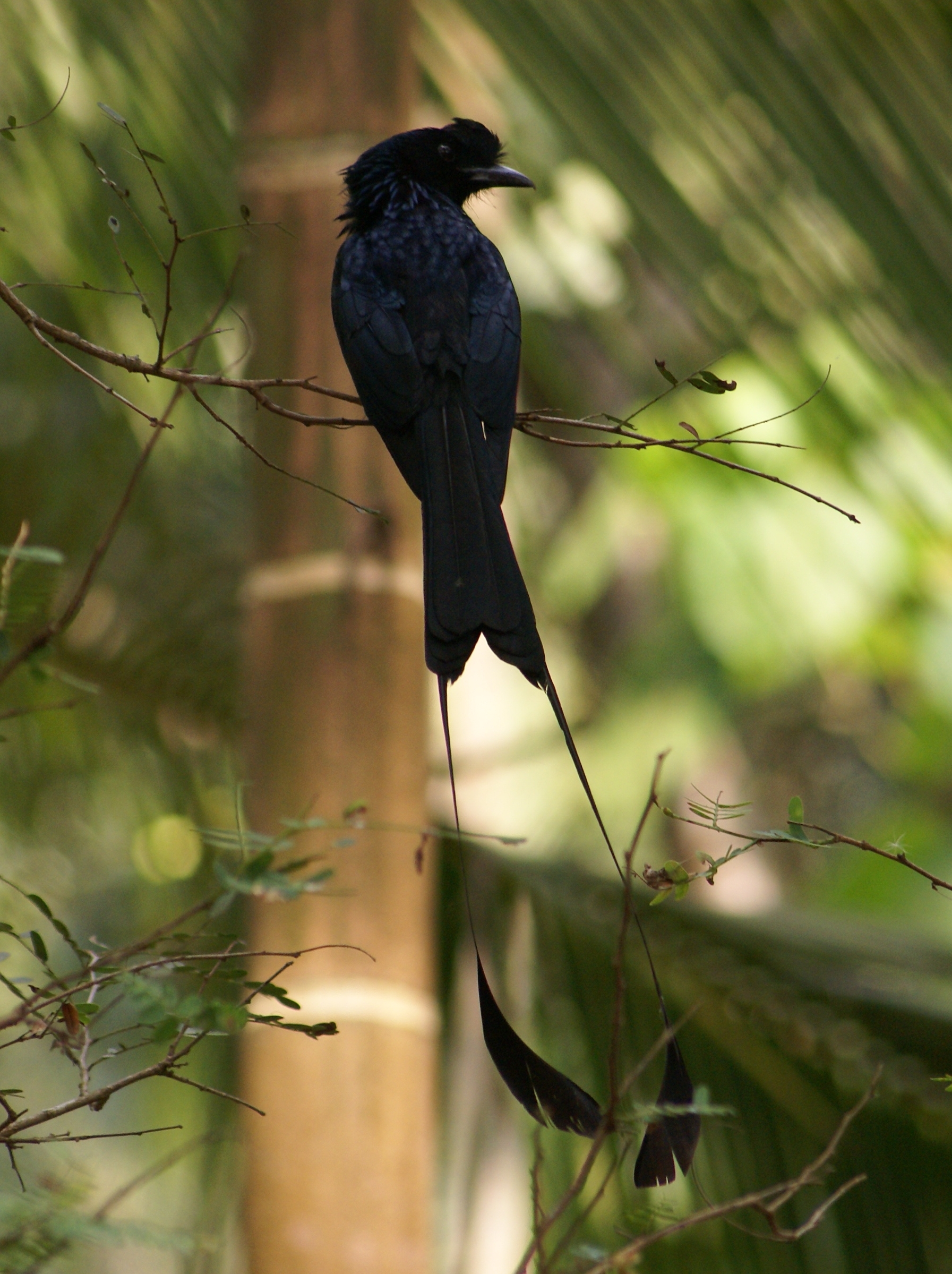

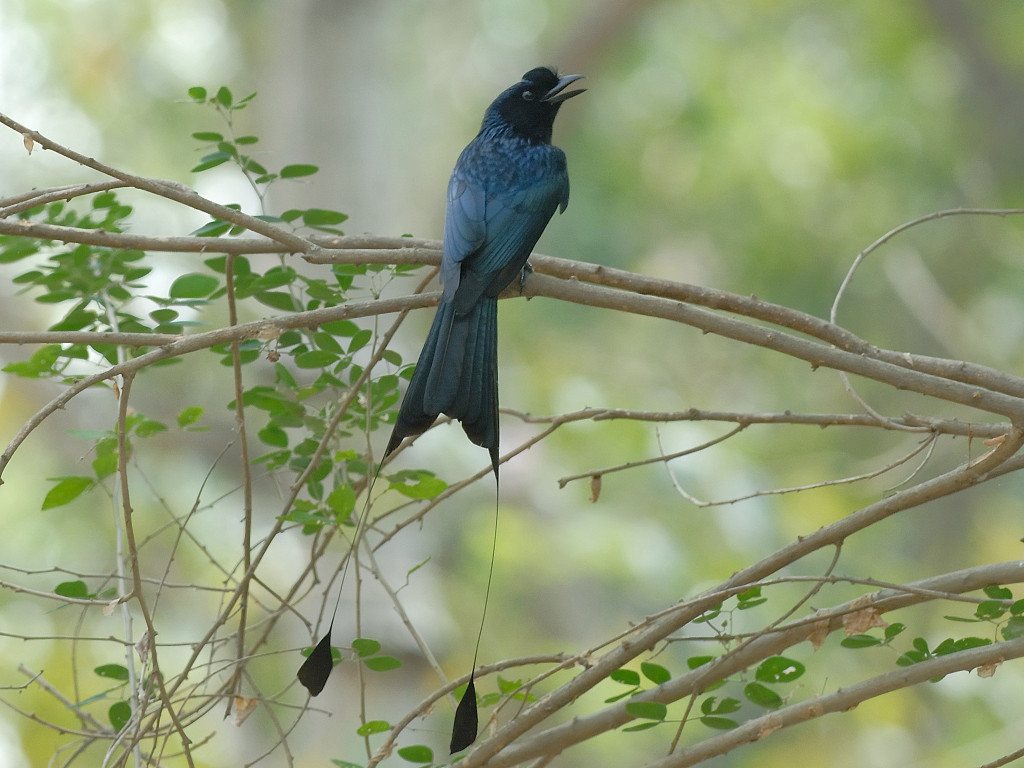

## Utbredning och systematik
Större vimpeldrongo delas in i hela 13 underarter med följande utbredning:
- Dicrurus paradiseus grandis – norra Indien till norra Myanmar och Nordvietnam
- Dicrurus paradiseus rangoonensis – centrala Indien till södra Myanmar, västra Thailand och Indokina
- Dicrurus paradiseus paradiseus – södra Indien till södra Thailand och Indokina
- Dicrurus paradiseus johni – Hainan (södra Kina)
- Dicrurus paradiseus hypoballus – norra Malackahalvön
- Dicrurus paradiseus platurus – södra Malackahalvön, på Sumatra och angränsande nordvästra öar
- Dicrurus paradiseus ceylonicus – Sri Lanka
- Dicrurus paradiseus otiosus – Andamanerna
- Dicrurus paradiseus nicobariensis – Nicobarerna
- Dicrurus paradiseus banguey – öarna utanför norra Borneo
- Dicrurus paradiseus brachyphorus – Borneo
- Dicrurus paradiseus microlophus – norra Natunaöarna
- Dicrurus paradiseus formosus – Java

## Status och hot
Arten har ett stort utbredningsområde och en stor population, men tros minska i antal, dock inte tillräckligt kraftigt för att den ska betraktas som hotad. Internationella naturvårdsunionen IUCN kategoriserar därför arten som livskraftig (LC).